# John Reese (écrivain)
Pour les articles homonymes, voir Reese.
Pour le personnage fictif de la série télévisée Person of Interest, voir John Reese (personnage de fiction).
John Reese, né le 18 décembre 1910 à Sweetwater, Nebraska (en) et mort le 15 août 1981 à Santa Maria en Californie, est un écrivain américain spécialisé dans l'écriture de western. Il a également écrit des romans pour la jeunesse et deux romans policiers, dont l'un a été adapté au cinéma sous le titre Tuez Charley Varrick ! par Don Siegel. 

## Biographie
Il quitte l’école jeune et exerce divers métiers : valet de ferme, ouvrier d’usine, maçon, chauffeur de taxi, ouvrier agricole itinérant. Il commence à écrire des nouvelles pour les pulps dans les années 1930. En 1939, il devient reporter pour le Los Angeles Herald-Examiner (en) jusqu’en 1944. Il devient écrivain à temps plein en 1948, signant de son nom ou sous divers pseudonymes de nombreuses nouvelles pour les pulps et les magazines américains de l'époque : Alfred Hitchcock’s Mystery Magazine, Black Mask, Dime Western Magazine, The Saturday Evening Post. Il fait également paraître plusieurs romans qui sont surtout des westerns, genre qu’il délaissera rarement pendant sa longue carrière d'écrivain.
En France, il entre dans la Série noire en 1969 avec la traduction de son premier roman policier The Looters sous le titre Les Pillards, roman qui est adapté au cinéma en 1973 sous le titre Tuez Charley Varrick ! par Don Siegel. L’auteur connaît deux autres publications à la Série noire avant de rejoindre pour deux nouveaux titres la collection Super noire. Par ailleurs, son second roman policier, Pity Us All (1969), est traduit par l’éditeur Christian Bourgeois sous le titre Pitié pour nous en 1972.
Les romans John Reese connaîtront deux autres adaptations au cinéma. L'auteur décède en 1981, laissant près d'une quarantaine de romans et plusieurs centaines de nouvelles. 

## Œuvre

### Westerns

#### SérieJefferson Hewitt
- Weapon Heavy (1973)
- The Sharpshooter (1974)
- Texas Gold (1975)
- Wes Hardin's Gun (1975)
- Hangman's Springs (1976)
- Sequoia Shootout (1977)
- The Cherokee Diamondback (1977)
- Dead Eye (1978)
- A Pair of Deuces (1978)
- Two Thieves and a Puma (1980)

#### Autres westerns
- Signal Guns At Sunup (1950)
- The High Passes (1954)
- Sure Shot Shapiro (1968) Publié en français sous le titre Alias tire-au-but, traduction de Georges Louedec, Paris, Gallimard, Série noire no 1291, 1969.
- Sunblind Range (1968)
- Singalee (1969) Publié en français sous le titre Qui dit mieux ?, traduction de Simone Hilling, Paris, Gallimard, Série noire no 1402, 1971.
- Horses, Honor, and Women (1970)
- Angel Range (1971)
- Jesus On Horseback (1971)
- Big Hitch (1972)
- They Don't Shoot Cowards (1973) Publié en français sous le titre On ne tue pas les lâches, traduction de France-Marie Watkins, Paris, Gallimard, Super noire no 12, 1975.
- The Blowholers (1974)
- The Land Baron (1974)
- Omar, Fats and Trixie (1976)
- Blacksnake Man (1976)
- A Sheriff for All the People (1976) Publié en français sous le titre Un shériff pour tout le monde, traduction de Simone Hilling, Paris, Gallimard, Super noire no 56, 1976.
- Halter-Broke (1977)
- Legacy of a Land Hog (1979)
- Maximum Range (1981)

#### Westerns signés Cody Kennedy Jr.
- The WIld Land (1979)
- Warrior Flame (1980)
- The Conquering Clan (1980)

#### Western signé John Jo Carpenter
- Signal Guns at Sunup (1950)

### Romans policiers et autres romans
- Sheehan's Mill (1943)
- The Looters (1968) Publié en français sous le titre Les Pillards, traduction de France-Marie Watkins, Paris, Gallimard, Série noire no 1265, 1969.
- Pity Us All (1969) Publié en français sous le titre Pitié pour nous, traduction de Paul Perez, Paris, Christian Bourgeois, 1972.

### Ouvrages pour la jeunesse
- Big Mutt (1952)
- Three Wild Ones (1963)
- Dinky (1964)

### Nouvelles

#### Signées John Reese
- Theater of War (1944)
- Born to Lead (1945)
- No Deduction for Aspirin, Please (1947)
- Whistling in the Dark (1948)
- The Kill (1948)
- Where the Trail Divides (1948)
- Rainmaker (1949)
- My Two-Dollar Ulcer Cure (1949)
- My Love Is No Lady (1950)
- The Man Who Married Money (1950)
- The Way of a Man (1950)
- Writer's Revenge (1950)
- Blame the Wind (1950)
- Hot-Rock Express (1950)
- The Psychiatrist's Holiday (1950)
- Not Much for Kissin' (1951)
- Prepare for the Worst (1951)
- Lady on the Spot (1951)
- Sudden Hombre! (1951)
- Don't Call Me a Lady! (1951)
- Dangerous Divorce (1951)
- The Scarlet Brand (1951)
- Killer Mule (1951)
- Last Day at the Office (1951)
- Catch Me If You Can (1951)
- Rich Girl’s Husband (1952)
- The Temptation of Cactus Slim (1952)
- Tom Elliott’s Harem (1952)
- The Soldier’s Husband (1952)
- The Girl He Couldn’t Afford (1952)
- The Tiger Is Loose! (1952)
- The Desert Orchid (1952)
- Girls Are Where You Find Them (1953)
- The Price of a Song (1953)
- The Truth About Women (1953)
- The Cop Was a Lady (1953)
- The Assassin (1953)
- The Lady Bought a Man (1953)
- Pleasure Trip (1953)
- That New Car Fever (1953)
- The Cat-Eyed Woman (1953)
- Sucker Trap (1954)
- She Had All the Answers (1954)
- Girls Are So Savage (1954)
- Love Test (1954)
- Immune to Dames (1954)
- Ride the Black Stallion (1954)
- Frontier Frenzy (1954)
- The Willful Heart (1954)
- Inexperienced Male (1954)
- The High Passes (1955)
- He Married the Boss’s Daughter (1955)
- Trouble Town (1955)
- Divorce Case (1955)
- Emergency Ward (1955)
- The Teardrop Chandelier (1955)
- The Bride Test (1956)
- Voice of Murder (1956)
- The Mail Must Go Through (1956)
- Daylight Robbery (1956)
- Honeymoon Hazard (1956)
- Never Fire a Blonde (1956)
- King-Size Brawl (1957)
- Fugitive from Romance (1957)
- Saddle Brothers (1957)
- The Last Bullet (1957)
- I Won’t Come Home! (1957)
- He’ll Come Back and Marry Me (1958)
- One Last Dream (1958)
- A Remarkable Woman (1958)
- Detective Sister Mary (1959)
- The Squeeze Play (1959)
- The Cool Kind (1960)
- Prison Secret (1960)
- The Capture of Kevin Cooley (1960)
- The Symbolic Logic of Murder (1960)
- Captives of the Storm (1961)
- The Cat That Vanished (1961)
- Love Makes Mountains Dance (1961)
- The Girl Who Hated Men (1962)
- The Outcast (1962)
- Girl in the Quake (1963)
- Hearing Is Believing (1963)
- Rhythm (1963) Publié en français sous le titre Rythmes, traduction de Pierre Billon, Paris, Opta, Alfred Hitchcock magazine no 71, mars 1967.
- Ambush (1963)
- Double Exposure (1965)
- Scoundrels Among the Angels (1965)
- Compassion (1965) Publié en français sous le titre Limite de tolérance, traduction de Jean Laustenne, Paris, Opta, Alfred Hitchcock magazine no 104, janvier 1970.
- The Mafia Sent Forget-Me-Nots (1965)
- Cabin in the Pines (1966)
- A Nest of Weasels (1966)
- Bill Bailey, Won’t You Please Drop Dead (1966)
- Hoodoo House (1966)
- The World’s Second Oldest Profession (1966)
- Murderer’s Holiday (1966)
- The Power of Deduction (1967) Publié en français sous le titre La Belle et le Capitaine, traduction de Denise Bay, Paris, Opta, Alfred Hitchcock magazine no 81, février 1968.

#### Signées John Jo Carpenter
- The Nester King of Coffinrock (1942)
- Doctor of Frontier Medicine (1942)
- Death Trail’s Sixgun Saint (1942)
- Six-Horse Express to Hell (1942)
- Bad-Medicine Boomerang (1942)
- Hell Rides a Roan Horse (1942)
- Scared to Death (1943)
- The Gallows Gal of Gunfire Rim (1943)
- Potroast Wrangler of Peachburg (1945)
- Tenderfoot Hardcase (1945)
- Hanging’s a Family Matter (1946)
- Horse Trade—Gun to Boot (1946)
- Just Middlin’ Mean Can Kill (1946)
- Hard Money—Hard Man (1946)
- Texas Trouble (1946)
- Gun-Whelps Ain’t Welcome! (1946)
- Kid from Nowhere (1946)
- Gun-Wise and Trail-Shy (1946)
- Battle Call for the Bushwhack War (1946)
- Fugitive, Light and Tie! (1946)
- Heal ’Em and Hang ’Em! (1946)
- Boothill Boomerang (1947)
- A Little Less Law, Please! (1947)
- One Big Trigger (1947)
- One More Man to Kill! (1947)
- High, Low, Jack (1947)
- Lemon-Drop Gunhawk (1947)
- Land Hungry! (1947)
- Saddle-Bum’s Revolt (1947)
- Cowpuncher’s Battle Cry (1947)
- Man-Hunt on the Niobrara (1947)
- Welcome to Boothill! (1947)
- Gun-Wise Pilgrim (1947)
- Jail-Bustin’ Ace (1947)
- Freighter Blood Is Fighting Blood! (1947)
- A Gun Ain’t Enough (1947)
- A Matter of Killer-Savvy (1947)
- Two for a Boothill Honeymoon (1947)
- Walk Soft—Here Comes the Killer! (1947)
- No Time to Die (1947)
- Hit the Trail, Cowpunch! (1947)
- The Last Border (1947)
- No Bargains on Boothill (1947)
- Outlaw-Buster (1947)
- Brand of Magic (1947)
- Curtains for a Killer (1947)
- Nesters Reap a Red-Hot Harvest (1947)
- Death Camp Gets a Gun Boss (1947)
- Open Season on Neighbors! (1947)
- Posse Bait (1947)
- Weapon-Heavy (1947)
- Gunsmoke Wedding Wreath (1947)
- Hard Cash or Hot Lead (1948)
- Hit It Rich (1948)
- Badlands Stunt (1948)
- Red Chips on His Shoulder (1948)
- Death is the Sidekick (1948)
- Lantern-Light Showdown (1948)
- Swing Your Pardner High! (1948)
- Bullets to the Bridegroom (1948)
- First Kill (1948)
- Too Tough to Take (1948)
- Two-Bit King of Hell’s Half-Acre (1948)
- The Damned of Salvation Wells (1948)
- Boot Hill Round the Bend (1948)
- Trial by Blood (1948)
- The Devil’s Basin (1948)
- Plant Your Own Corpses! (1948)
- Rannyhan, Get Your Gun! (1948)
- Catamount! (1948)
- Go for Your Iron! (1948)
- Once an Owlhoot (1948)
- Graveyard Watch (1948)
- Kill Kinfolk First (1948)
- Queen of the Five Jacks (1948)
- Brown-Eyed and Gunshy (1948)
- Beware the Boothill Drummer! (1948)
- Tophands Bluff Hard (1948)
- Cold Deck, Hot Gun! (1948)
- Hangover in Helltown (1948)
- Git His Gringo Scalp! (1948)
- Daughter of Beggary Gap (1949)
- Dig Your Own Damn’ Grave! (1949)
- Dinero from the Grave (1949)
- Renegade Row (1949)
- Sixty Years of Guts (1949)
- .30-30 Bust-Up! (1949)
- Singing Spurs (1949)
- Last of the Wild Fayettes (1949)
- Broomtail Buscadero (1949)
- Rope for a Range Bum (1949)
- Cull Out the Weaklings (1949)
- Professor Hogleg (1949)
- The Rose of Dead Man’s Range (1949)
- Texan, Pick Your Tree! (1949)
- Say Your Gun-Piece (1949)
- Warrior’s Woman (1949)
- Law Is Where You Find It (1949)
- Outside the Law (1949)
- Payoff in Bluff (1949)
- Gun Down Those Humphrey Twins (1949)
- Lawmen Can’t Kill Personal! (1949)
- Good-for-Nothin’ Trash (1949)
- Managin’ Woman (1949)
- Brand Her Señorita Killer! (1950)
- Bullets for Breakfast (1950)
- Barb-Wire Barrier (1950)
- A Ghost Don’t Need Bullets! (1950)
- High Court of Gun Law (1950)
- Mister Feeney and the Jack of Diamonds (1950)
- Once a Horsethief— (1950)
- Cupid’s Punchers (1950)
- Last Match (1950)
- Signal Guns at Sunup (1950)
- Six-Gun Cupid (1950)
- One More Chance (1950)
- Fear Is a Blind Bullet (1950)
- Killer, Stay Away from My Girl! (1950)
- A Man with Spurs (1950)
- Horse-Thief Trail (1950)
- Hundred Days of Hell (1950)
- The Bushwhacker (1950)
- Dead Men Die Hard (1950)
- Killer’s Canyon (1950)
- Woman Called Dagger (1950)
- Home to Boothill (1951)
- Killer Lose All (1951)
- Slow-Fuse Vengeance (1951)
- Acting Sheriff (1951)
- Nester’s Girl (1951)
- Rough, Tough—and Kissable! (1951)
- The Law Bringer (1951)
- Go Back with Clean Hands (1952)
- Massacre Meadow (1952)
- The Wild, Wild Strain (1952)
- Guard Your Back-Trail! (1952)
- Law of the Wild Ones (1953)
- Marshal Blow-Hard (1953)
- Buckshot Bargain (1953)
- Lynch Him (1955)
- The Reluctant Hangman (1956)

#### Signées Camford Sheavely
- Something Fishy (1944)
- Brush with Murder (1945)
- Cold Beef, Bloody Beef (1945)
- Guy Who Kill People (1946)
- Shadow of the Ax (1946)
- Shroud with a Silver Lining (1946)
- Ware the Wan Wino (1946)
- Fraidy-Cat Killer (1946)
- The Worm Has Fanfs (1946)
- The Tie That Blinds (1947)

#### Signées Camford Cheavly
- Love The Enemy! (1947)
- Trail to Nowhere (1947)
- Shoot-Out at Black Canyon (1947)
- Fighting Son of Rio Honcho (1948)

#### Signée Eddie Abbott
- Don't Tell Me Women Are Helpess! (1955)

## Adaptations

### Au cinéma
- 1959 : Californie, terre nouvelle (The Young Land), film américain réalisé par Ted Tetzlaff d’après une nouvelle de l’auteur, avec Dennis Hopper et Patrick Wayne.
- 1959 : Good Day for a Hanging, film américain réalisé par Nathan Juran d’après une nouvelle de l’auteur.
- 1973 : Tuez Charley Varrick !, film américain réalisé par Don Siegel, d'après le roman The Looters, avec Walter Matthau.

## Sources
- Claude Mesplède, Dictionnaire des littératures policières, volume 2, Nantes, Éditions Joseph K, coll. Temps noir, 2007, p. 632.
- Les Auteurs de la Série Noire, 1945-1995, collection Temps noir, Joseph K., 1996, (avec Claude Mesplède), p. 394.